# Walter Fürstenau

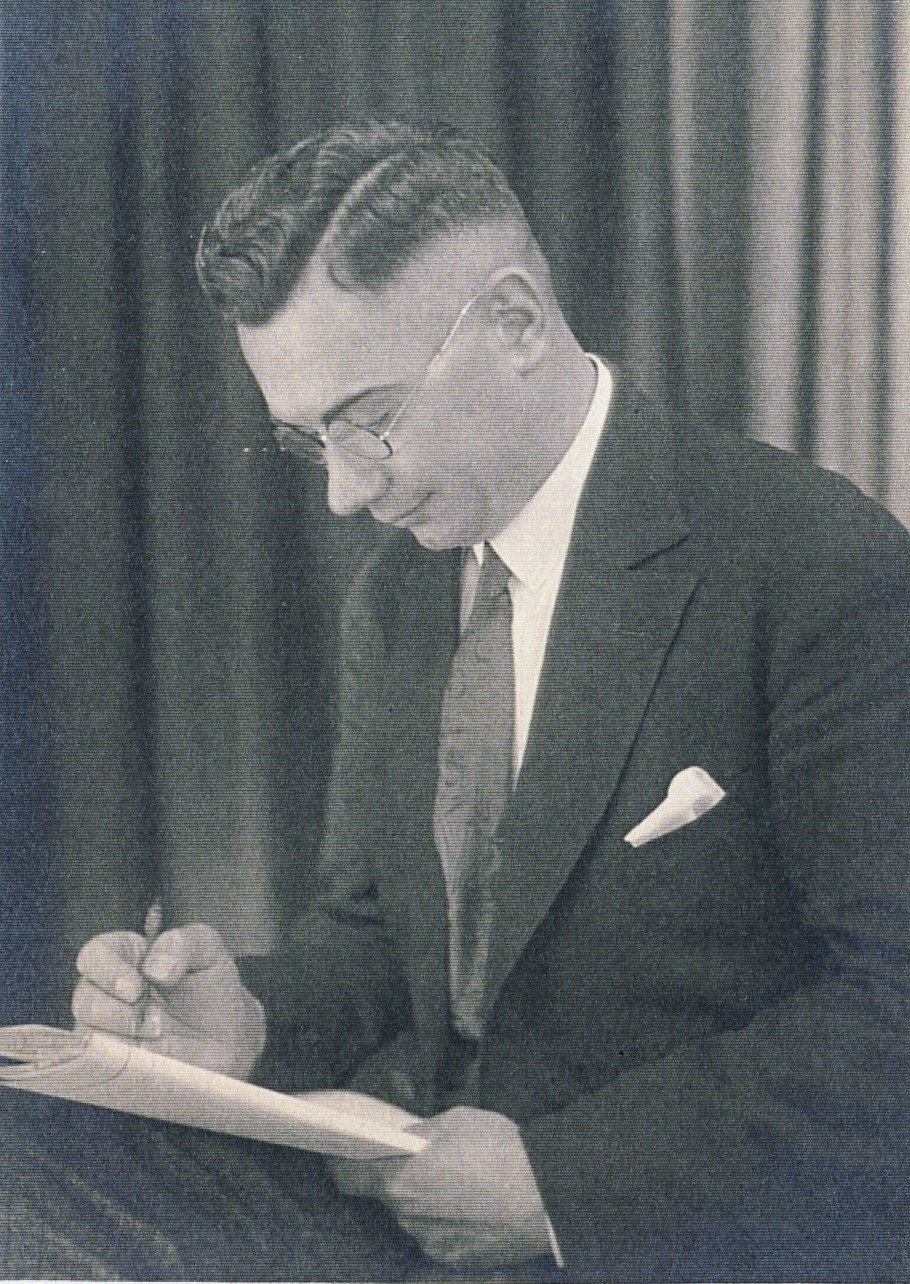
Walter Fürstenau (1931)

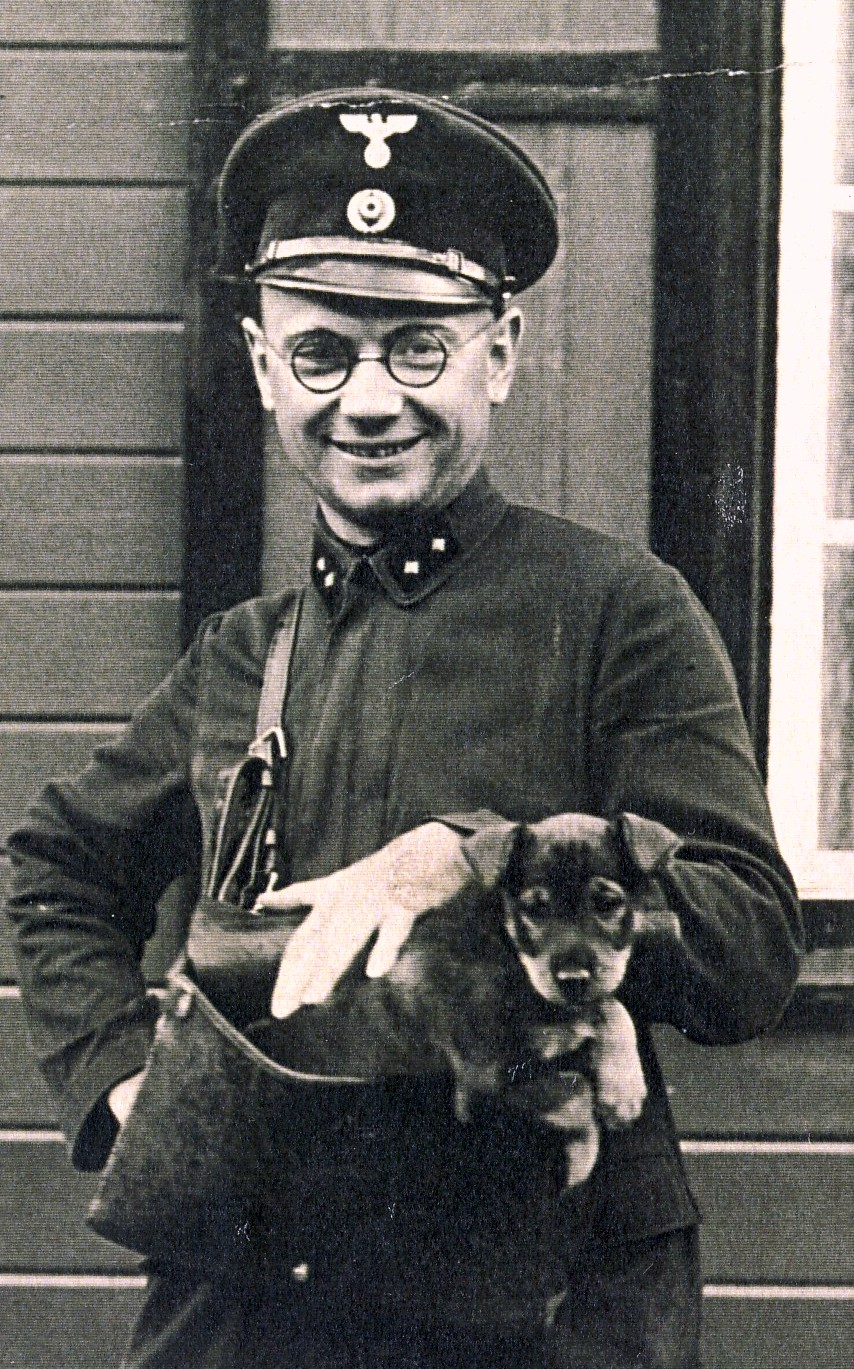
Der Briefzusteller Walter Fürstenau mit seinem Dackel »Waldi« (1935)

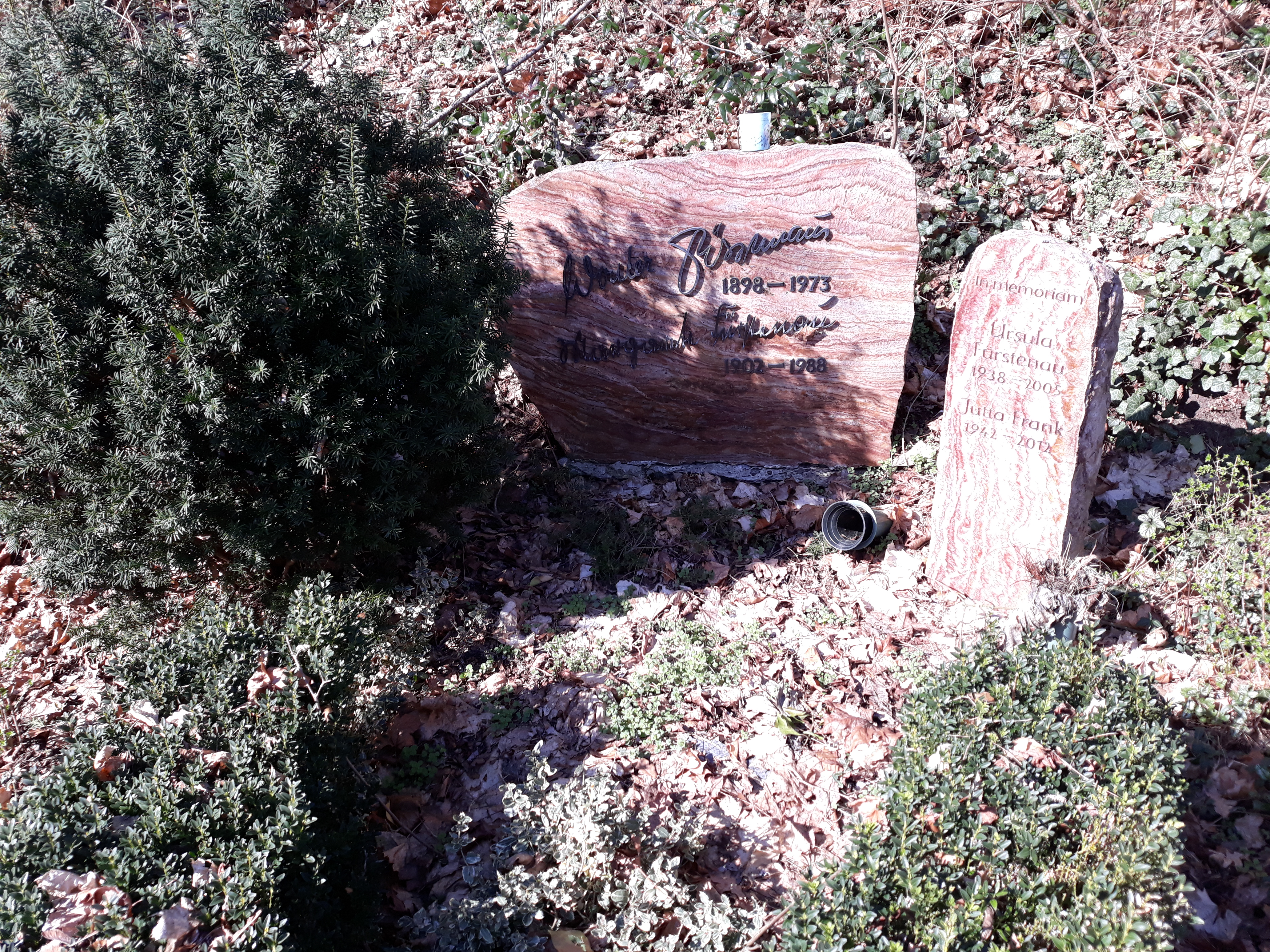
Das Grab von Walter Fürstenau und seiner Ehefrau Margarete auf dem Friedhof Hermsdorf in Berlin.

Walter Fürstenau (* 24. Februar 1898; † 20. November 1973) war ein deutscher Postbeamter, Zeichner und Karikaturist.

## Leben

### Frühe Jahre
Walter Fürstenau wurde am 24. Februar 1898 geboren und verlor mit zwei Jahren seine Eltern, lebte eine Zeit lang bei der Großmutter und verbrachte die Jahre von 1907 bis 1913 entsprechend dem Wunsch seines Vormunds als Zögling im Militärwaisenhaus in Potsdam. Kurz vor Ende des Ersten Weltkriegs wurde er 1918 zur Reserve in Berlin-Tempelhof eingezogen.
Nach dem Krieg trat er in den Postdienst ein und zeichnete in seiner Freizeit. 1926 heiratete er und hatte zwei Söhne.
Als Zeichner war Fürstenau Autodidakt. Außer dem Zeichenunterricht in der Schule hatte er zunächst keine spezielle künstlerische Ausbildung. 1929 nahm er an einem Fernkurs teil und ließ sich in 12 Lektionen in das Zeichnen des menschlichen Körpers und das Zeichnen nach der Natur sowie in die Charakteristik von Karikaturen, Modezeichnungen, Zeichnungen für Reklame und für Zeitungsanzeigen einführen.
Eine Augenkrankheit unterbrach und behinderte eine Zeit seine Tätigkeit. Wiederholte, von der Postverwaltung unterstützte Kuren in Bad Liebenstein verbesserten seine Sehkraft auf einem Auge. Die Ärzte rieten ihm, Wohnsitz und Tätigkeit möglichst in eine grüne Umgebung zu verlegen. 1930 ließ er sich aus gesundheitlichen Gründen zum Postamt Berlin-Hermsdorf versetzen, wo er als Briefzusteller arbeitete.

### Zweiter Weltkrieg
1940 wechselte er in das Wissenschaftliche Archiv des Reichspostministerium. Ein ihm unter dem 1. Januar 1940 von der Reichskammer der Bildenden Künste in der Reichskulturkammer ausgestellter Ausweis berechtigte ihn „zur Berufsausübung als Gebrauchsgraphiker“ und bescheinigte ihm, dass er gemäß der Verordnung zur Durchführung des Reichskulturkammergesetzes vom 1. November 1933 von der Zugehörigkeit zur Reichskammer der bildenden Künste befreit war.
Fürstenaus Versetzung zum Reichspostministerium brachte ihn mit dem dort als Leiter des Archivs tätigen Oberpostinspektor Wilhelm Ortmann zusammen, der ebenfalls freischaffend publizistisch tätig war. Bis zum Frühjahr 1942 reifte bei beiden die Idee, die von Fürstenau vorliegenden schönsten Zeichnungen mit Texten von Fürstenau und Ortmann zum versehen und zusammen mit bereits in anderen Publikationen erschienenen humoristischen Geschichten und Versen zur Post verschiedener Autoren in einem Büchlein gemeinsam zu veröffentlichen. Bald waren sie sich einig, dass es den Titel Lachende Reichspost tragen, sich in „humoristischen Kurzgeschichten, Anekdoten und Witzen mit der Post und ihren Benutzern“ befassen und überwiegend für die Versendung an die Soldaten im Feld bestimmt sein sollte. Sie dachten an etwa 100 Seiten mit 40 bis 50 Zeichnungen von Fürstenau im Taschenformat für 1 RM. Entsprechend präzisierten sie dann auch den Titel: Lachende Reichspost im Feld und in der Heimat – 100 Seiten Posthumor. Mehrere Versuche, das Büchlein herauszubringen, scheiterten aber an der prekären Situation zu dieser Zeit; hauptsächlich am fehlenden Druckpapier.
Am 8. Oktober 1944 wurde Fürstenau, obgleich auf dem rechten Auge blind, zu einem Flieger-Ersatz-Bataillon in Neumünster einberufen. Bis Kriegsschluss war er zuerst auf dem Fliegerhorst Kamp (Pommern), dann bei einem Auffangkommando der Luftwaffe in Posen und ab 1. Dezember 1944 in einer technischen Kompanie an der Flugzeugführerschule in Warnemünde eingesetzt. Kurz vor Kriegsschluss wurde er zum Unteroffizier befördert. Infolge einer Infektion musste er sich am 18. Mai im Reserve-Lazarett Rostock einem operativen Eingriff am rechten Auge unterziehen. Im Entlassungsschein aus dem Lazarett und dem Wehrdienst vom 20. Mai 1945 bescheinigte man ihm von russischer Seite „geheilt, aber arbeitsunfähig“.

### Nach Kriegsende

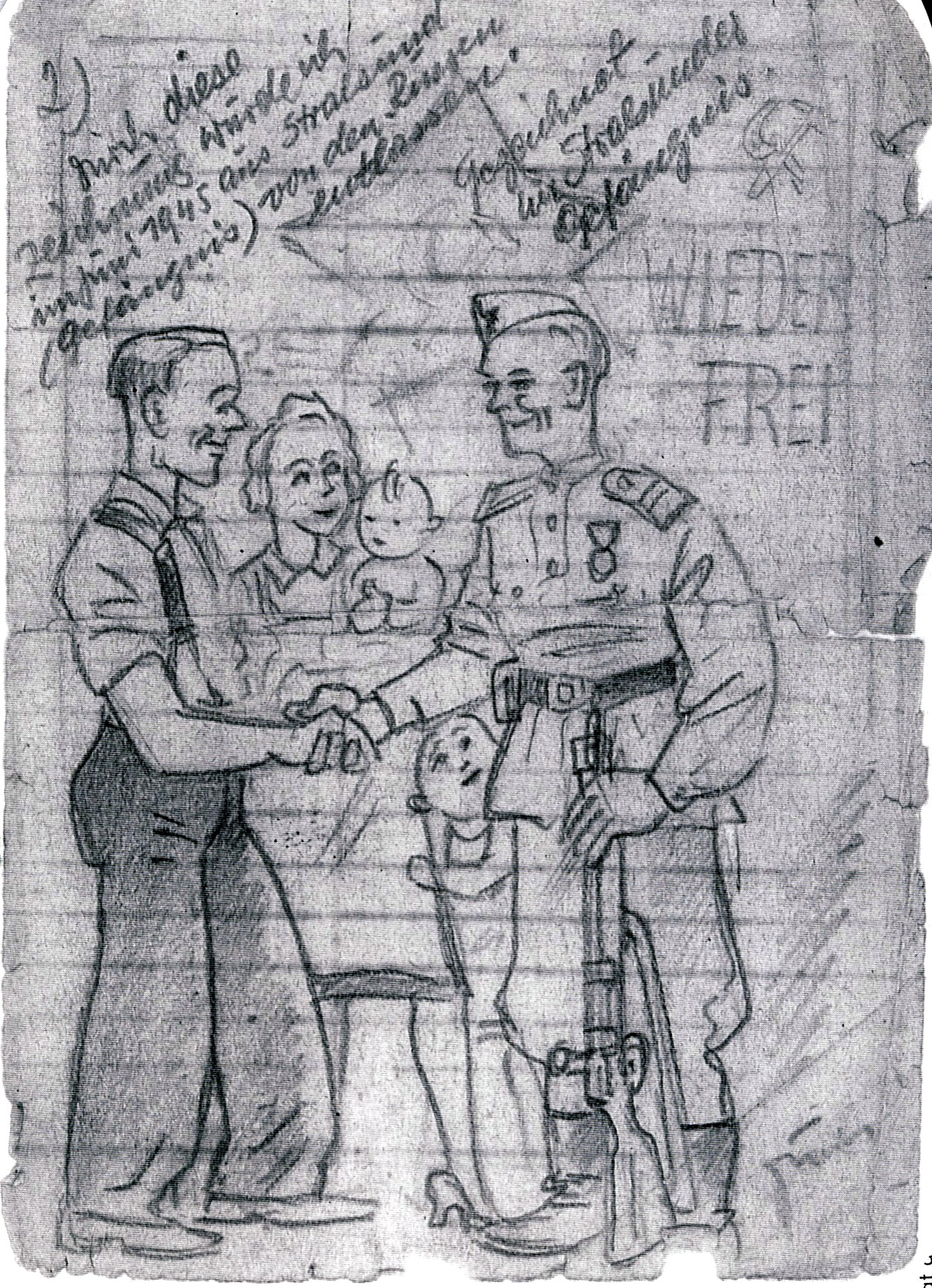
Russischer Soldat als Freund, 1945

Fürstenau ging nach seiner Entlassung nach Stralsund, wurde dort „aufgegriffen“ und ins Gefängnis gesteckt, bis er im Juni 1945 entlassen wurde. Auf ein Stück Packpapier, das er im Papierkorb seiner Zelle fand, zeichnete er mit dem ihm verbliebenen Bleistift mehrere Skizzen von Rotarmisten, von denen er später sagte, dass sie seiner schnellen Entlassung sicherlich förderlich waren (vgl. Skizze: Russischer Soldat als Freund, 1945). Der Kommandant jedenfalls, der sie gesehen und mit Fürstenau darüber gesprochen hatte, trug am 4. Juni 1945 – jetzt in das Soldbuch – den in Russisch geschriebenen Vermerk „in die Heimat entlassen“ ein.
Anfang 1949 schrieb Fürstenau seinem ehemaligen Dienststellenleiter Wilhelm Ortmann: „Nach dem Kriege habe ich zunächst als Leichenträger und Friedhofsarbeiter arbeiten müssen. Dann hatte ich das Glück, in einem Kunstgewerbebetrieb als Heimarbeiter Ölbilder, Lampenschirme und anderen kleinen Kitsch bemalen zu können. […] Seit dem 16. Oktober 1948 bin ich durch die Blockade arbeitslos geworden und beziehe Arbeitslosenunterstützung. Seit vier Wochen bin ich entnazifiziert, oh, ich bin unter die Amnestie gefallen und kann nun wieder frei handeln“. Im Oktober 1949 schrieb Fürstenau an Ortmann, dass er sich mit fünf Berliner Zeichnern zusammengeschlossen hatte, um gemeinsam ein 16 Seiten starkes Humorblatt mit dem Titel Berliner Humor zum Preis von 20 Pf herauszubringen. „Nachdem wir von deutscher und französischer Seite die Lizenz hatten, lehnten die Franzosen plötzlich zwei Tage darauf wieder ab. Nein – was nun? Warum? 5 Zeichner, darunter auch Ferdinand Barlog, hatten vorher politisch gen den Westen gezeichnet!“ Nach nochmaligem Anlauf wurde das Blatt dann aber genehmigt, ging jedoch mit der Nr. 7 des ersten Jahrgangs ein.
Fürstenau wurde bei der Magistratspost wegen seiner Sehbehinderung nicht wieder eingestellt und 1951 frühzeitig pensioniert. Allerdings war er noch in der Lage, zu zeichnen. Der Jugend-Telegraph und die Welt der Arbeit waren die ersten, die seine nach der Pensionierung entstandenen Arbeiten brachten. Daneben malte Fürstenau für Kunden anhand von Ansichtskarten oder Fotografien Landschaftsbilder in Öl. Bei einer Veranstaltung des Möller-Verlags überraschte er zu einem Tanz- und Unterhaltungsabend des Deutschen Postverbandes, Landesverband Berlin, sein Publikum als Schnellzeichner. Anfang der fünfziger Jahre wurde er Mitglied im Deutschen Postverband und als Pressezeichner Mitglied im Freien Verband der Bildenden Künstler Berlins. 1954 trat er dem Kunstverein der Postangehörigen im Bundespostministerium bei. Bei einem Bilderwettbewerb des Kunstvereins gehörte er 1961 zu den ersten fünf Preisträgern.
1973 hörte Walter Fürstenau auf künstlerisch zu arbeiten. Er starb am 20. November desselben Jahres.

## Werk
Walter Fürstenau arbeitete für viele Zeitungen und Zeitschriften, darunter für die Beilage „Brummbär der Berliner Morgenpost“, für die „Nord-Berliner Tagespost“ und die aus ihr nach dem Krieg 1948 hervorgegangene Wochenzeitung „Der Nord-Berliner“, für den „Jugend-Telegraph“ und die „Welt der Arbeit“ sowie für Familienzeitschrift der Bundespost „Christl von der Post“.
Außerdem zeichnete er für verschiedene Publikationen der Post und des Deutschen Beamtenbundes, z. B. die "Deutsche Postzeitung", die Mitgliederzeitschrift der Deutschen Postgewerkschaft und ähnliche Publikationen aus dem Umkreis der Bundespost.
Von seinen früheren Arbeiten sind nicht viele erhalten. Sämtliche im Besitz des Möller-Verlags befindlichen sind nach einem Bombenangriff verbrannt, ebenso das 1943 das dem Verlag Hans Sieb Berlin übergebene Manuskript Lachende Reichspost.
Seit 1993 bewahrt die Museumsstiftung Post und Telekommunikation 240 ihr von Fürstenaus Familie übergebene Zeichnungen des Künstlers.

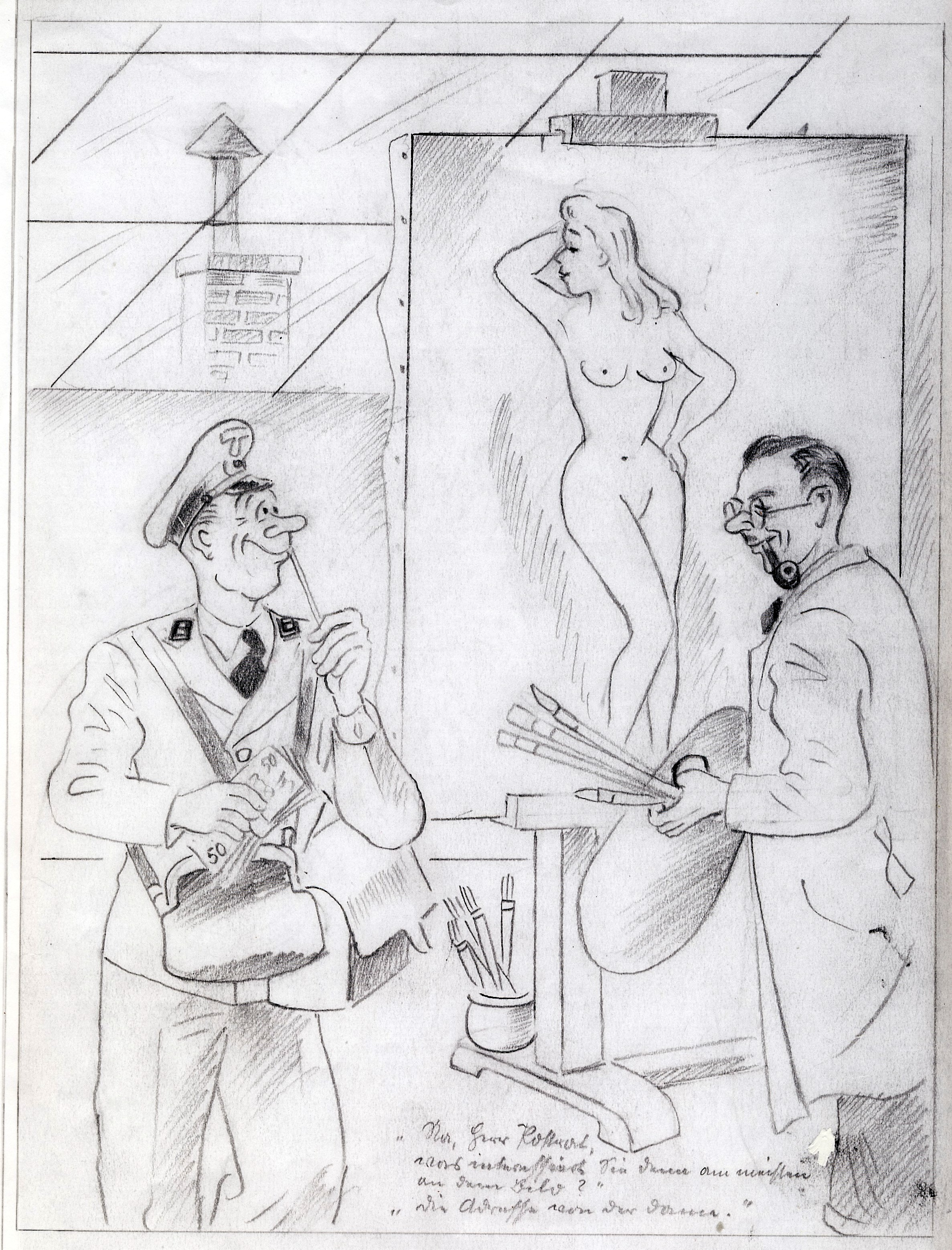
"Na,Herr Postrat, was interessiert Sie denn am meisten an dem Bild?", 1943
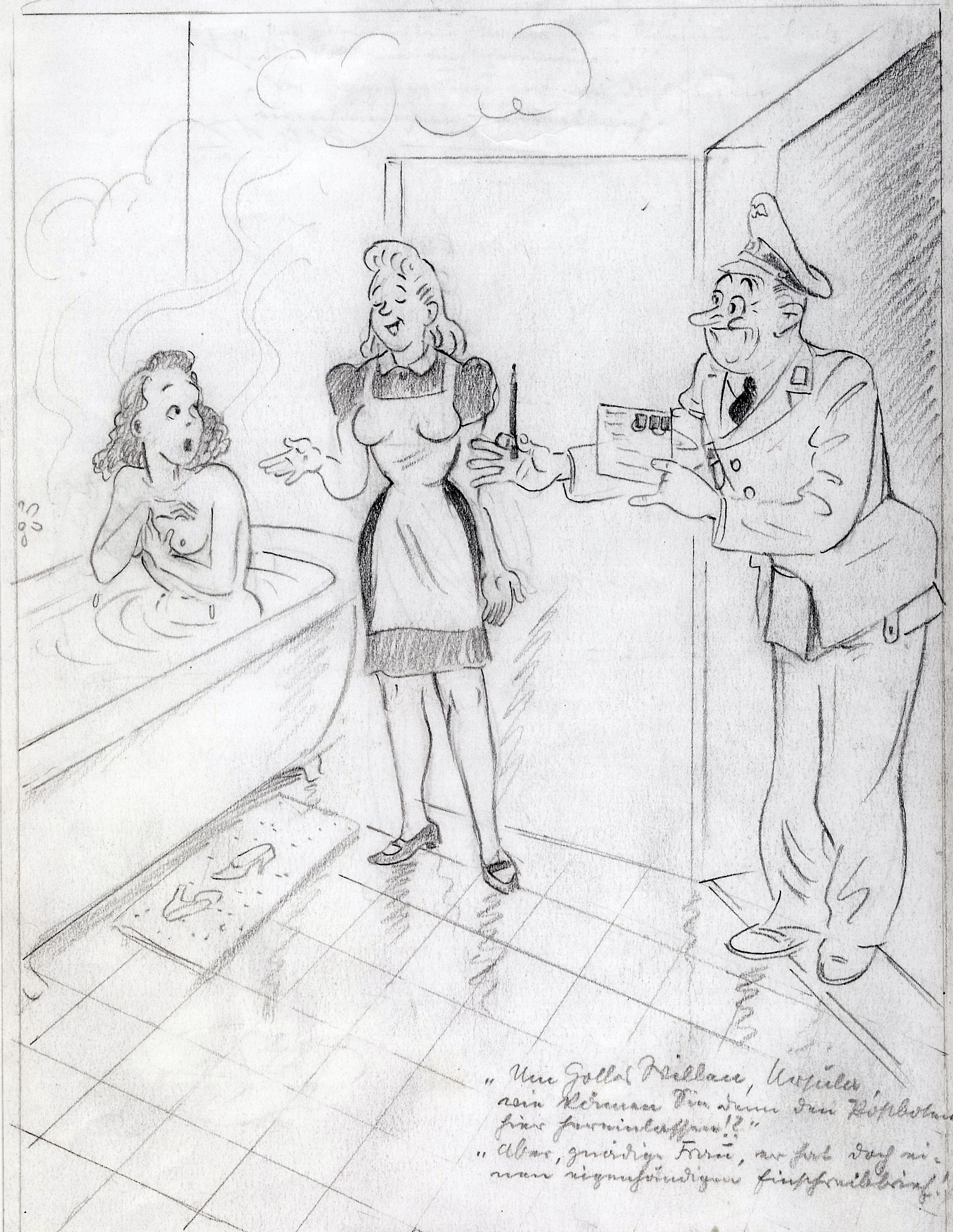
"Um Gottes Willen, Ursula, wie können Sie denn den Postboten hier herein lassen!?", 1943
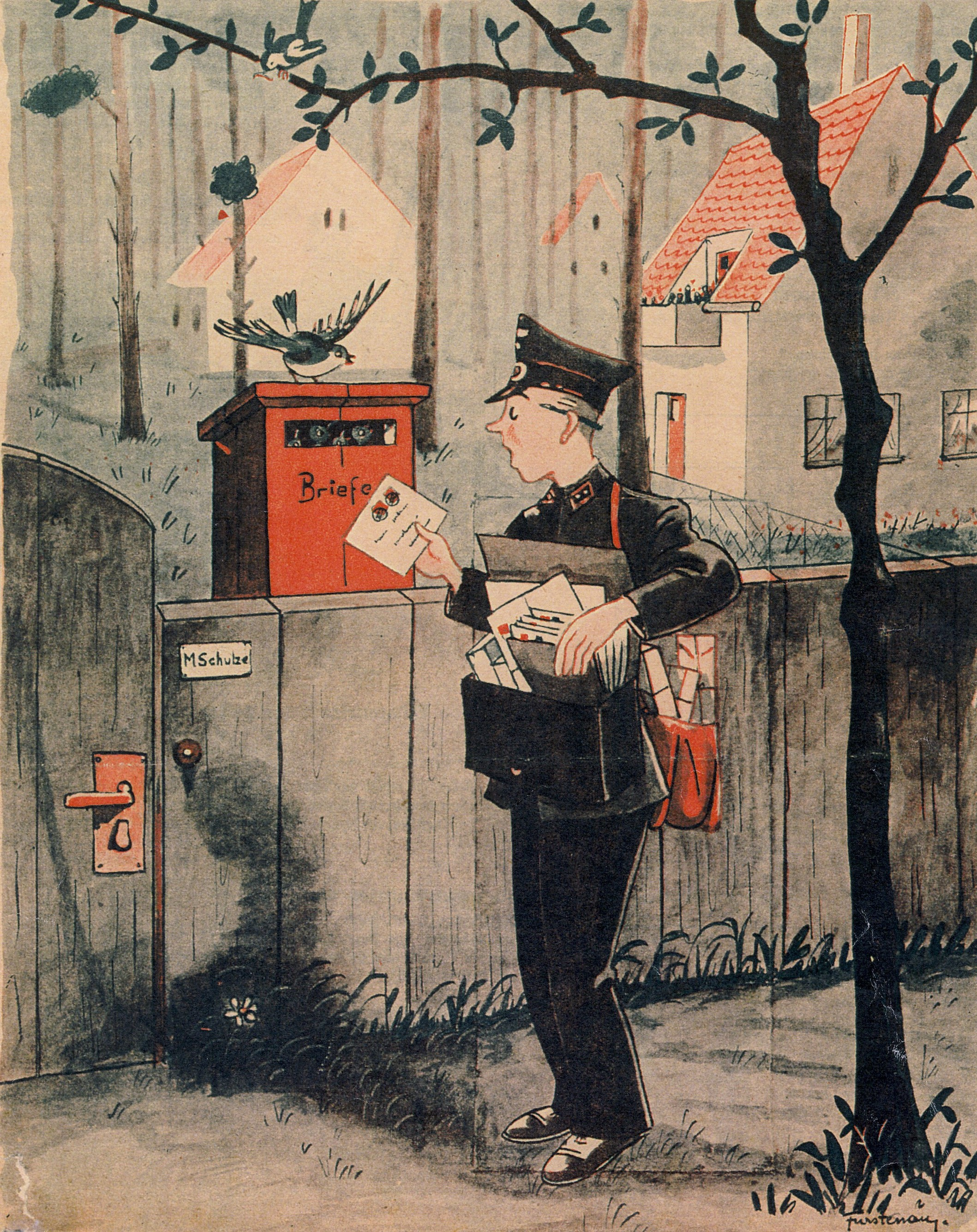
Vögel haben im Briefkasten ihr Nest gebaut, 1942
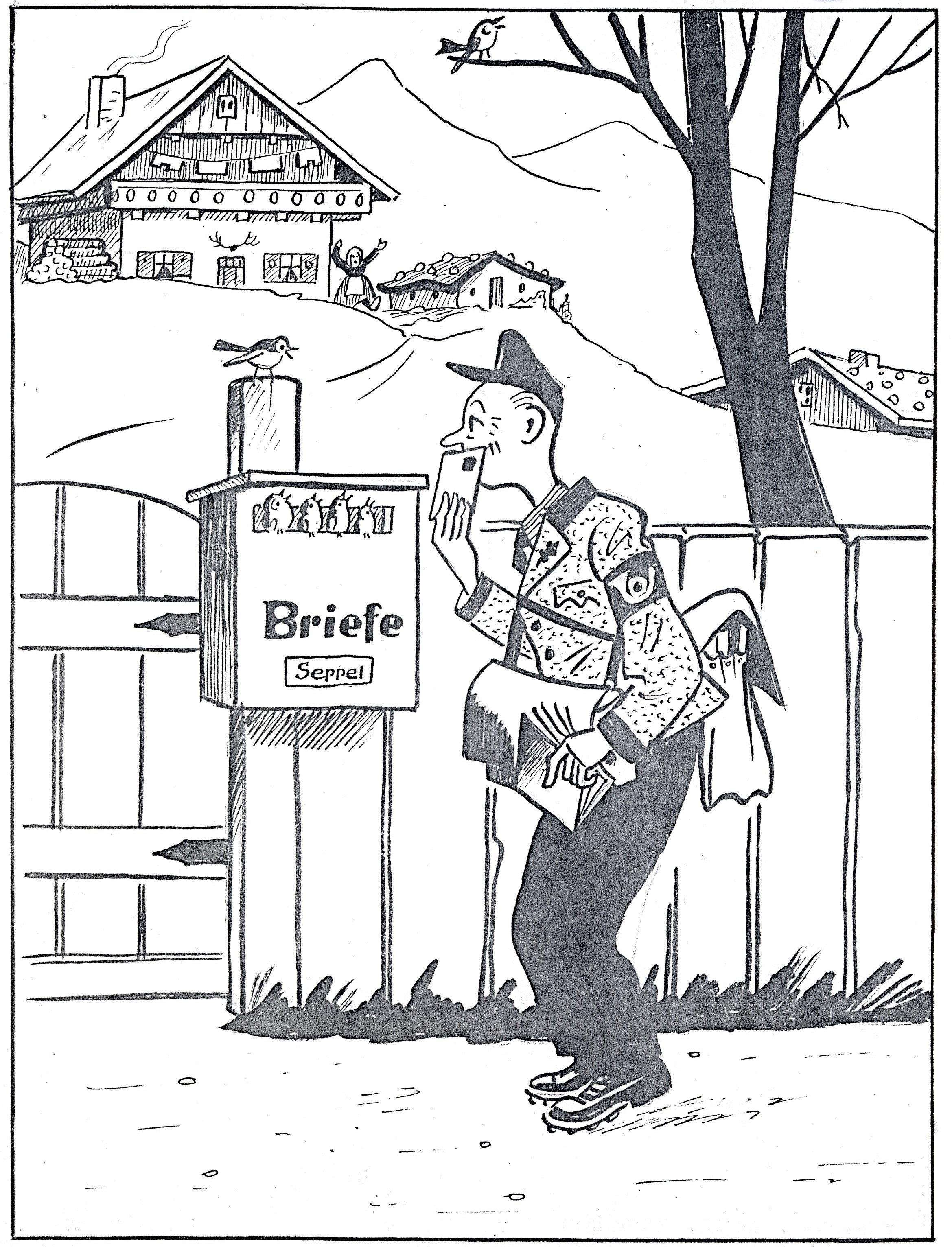
Vögel haben im Briefkasten ihr Nest gebaut, 1947
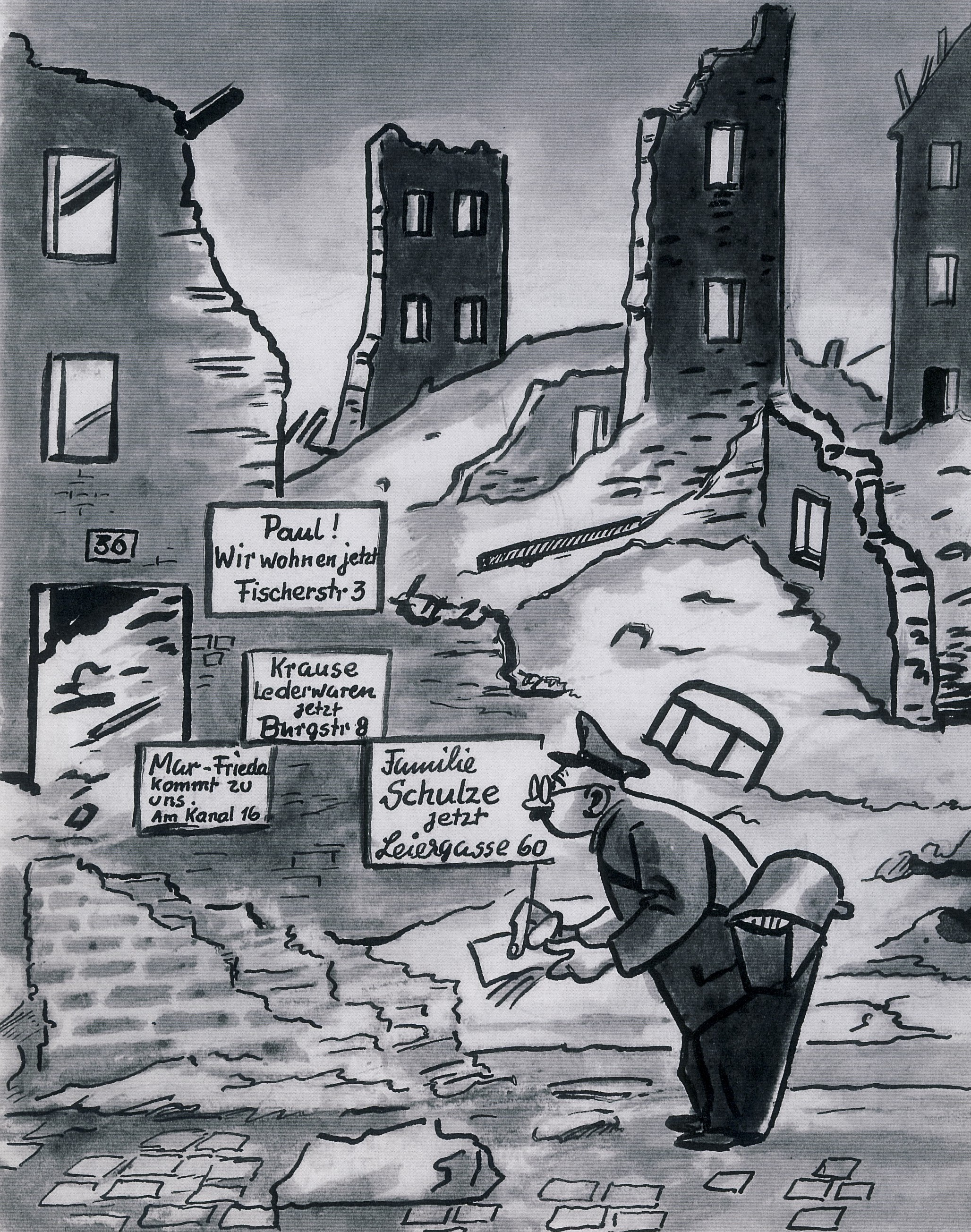
Briefzusteller vor einer Ruine sucht nach dem Verbleib ehemaliger Bewohner, 1946
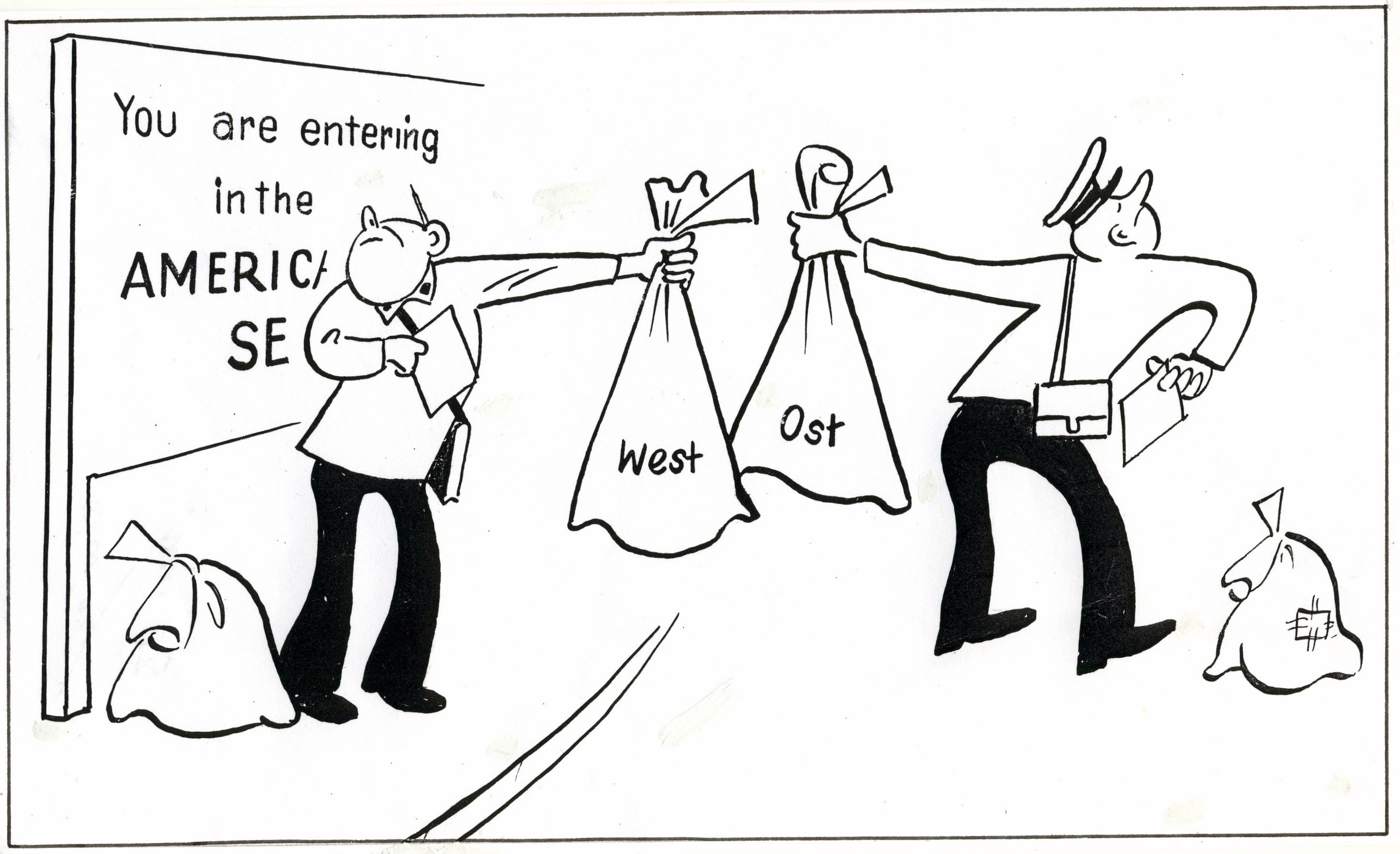
Spannungen im Bereich des Postwesens während des Kalten Krieges, 1949
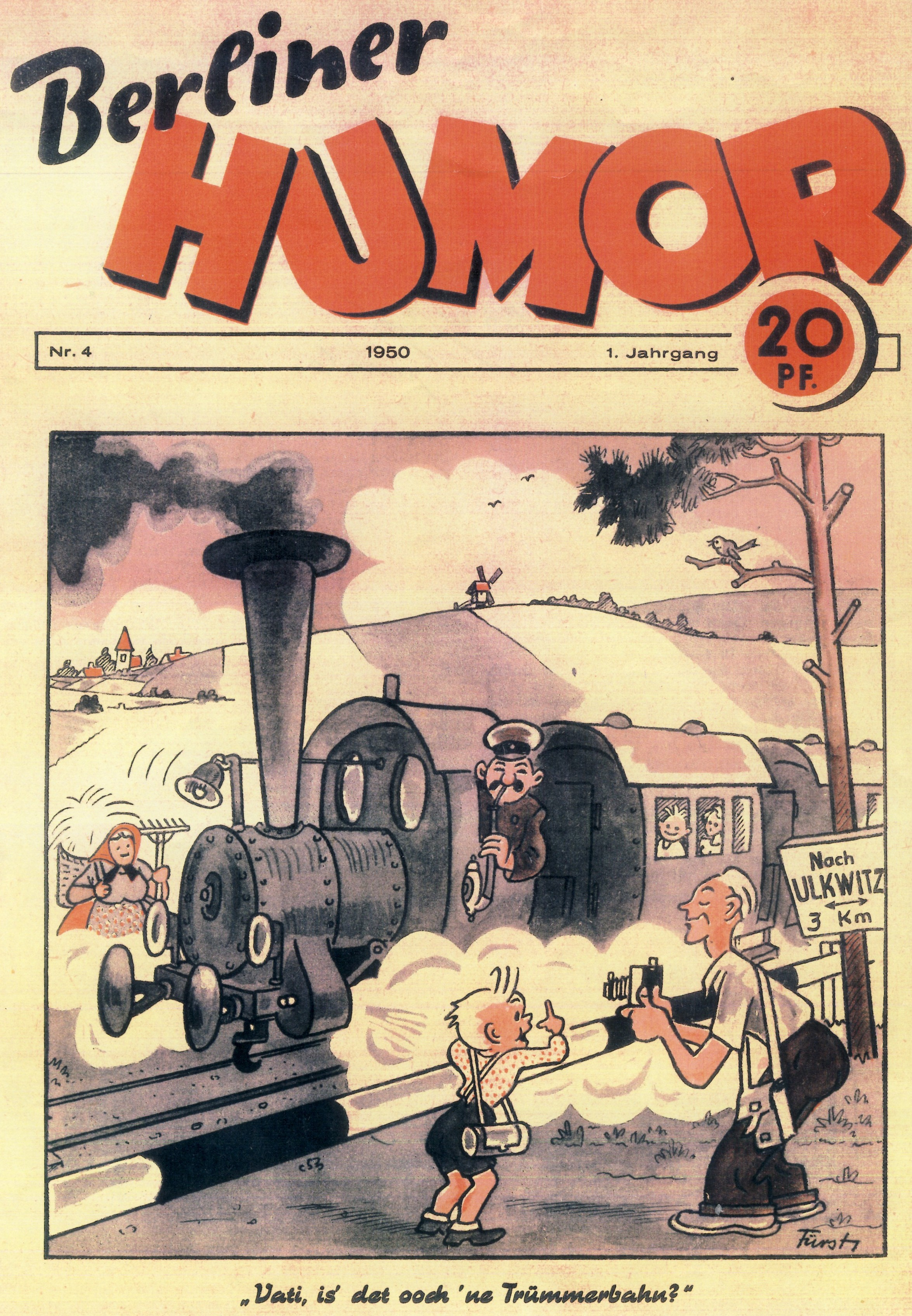
"Vati, is´ det ooch ´ne Trümmerbahn?", 1950
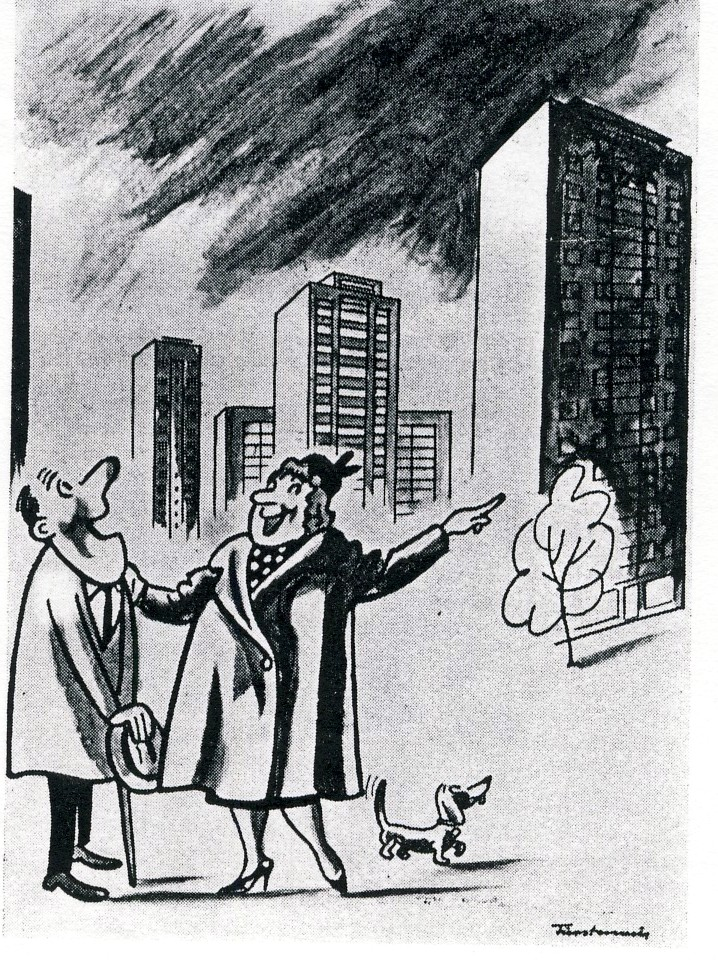
Wo einst Ruinen, stehen heute neue Häuser, 1953
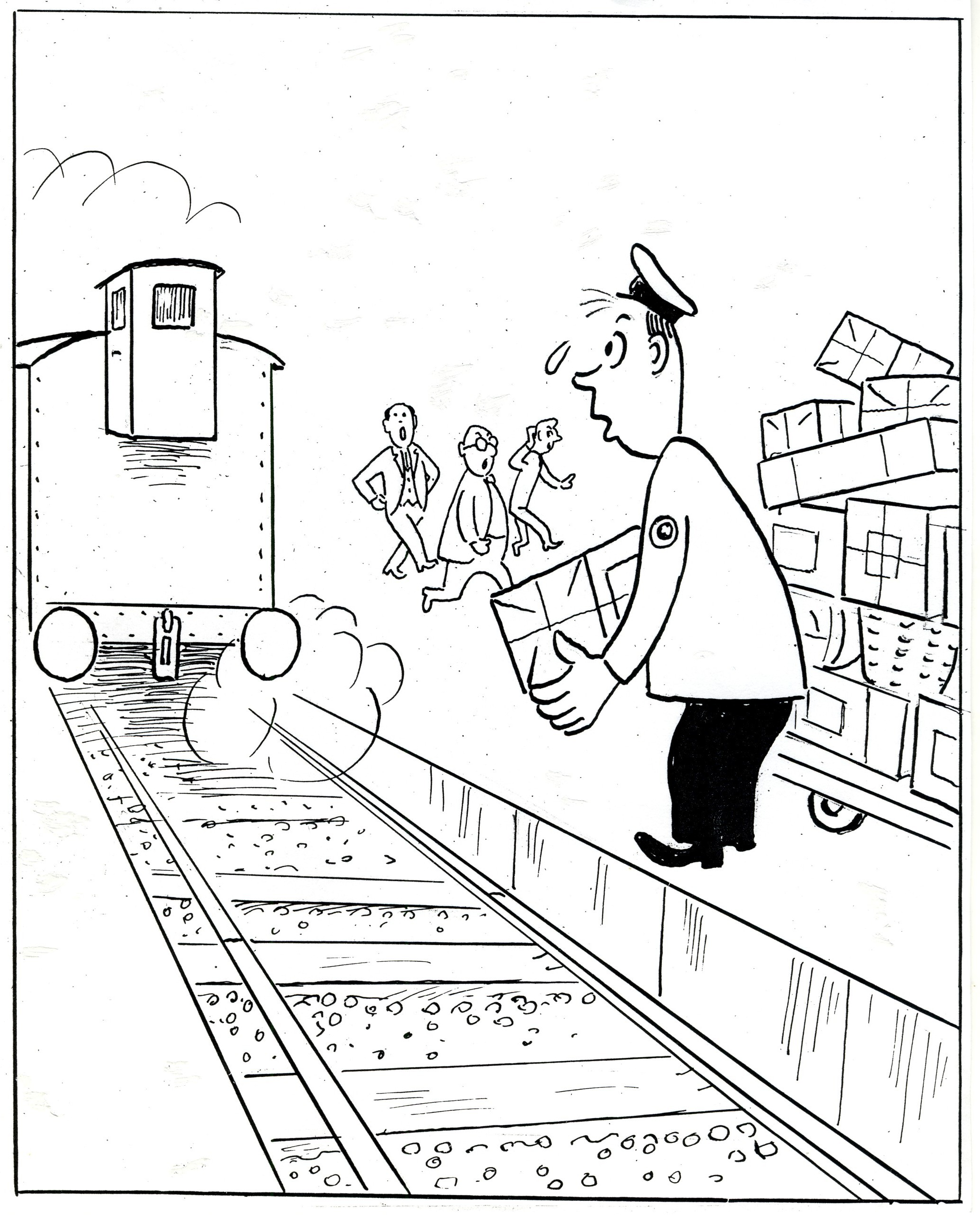
Illustration zu Heinrich Schäffers Gedicht "Der Posthilfsbote Säbelbein"
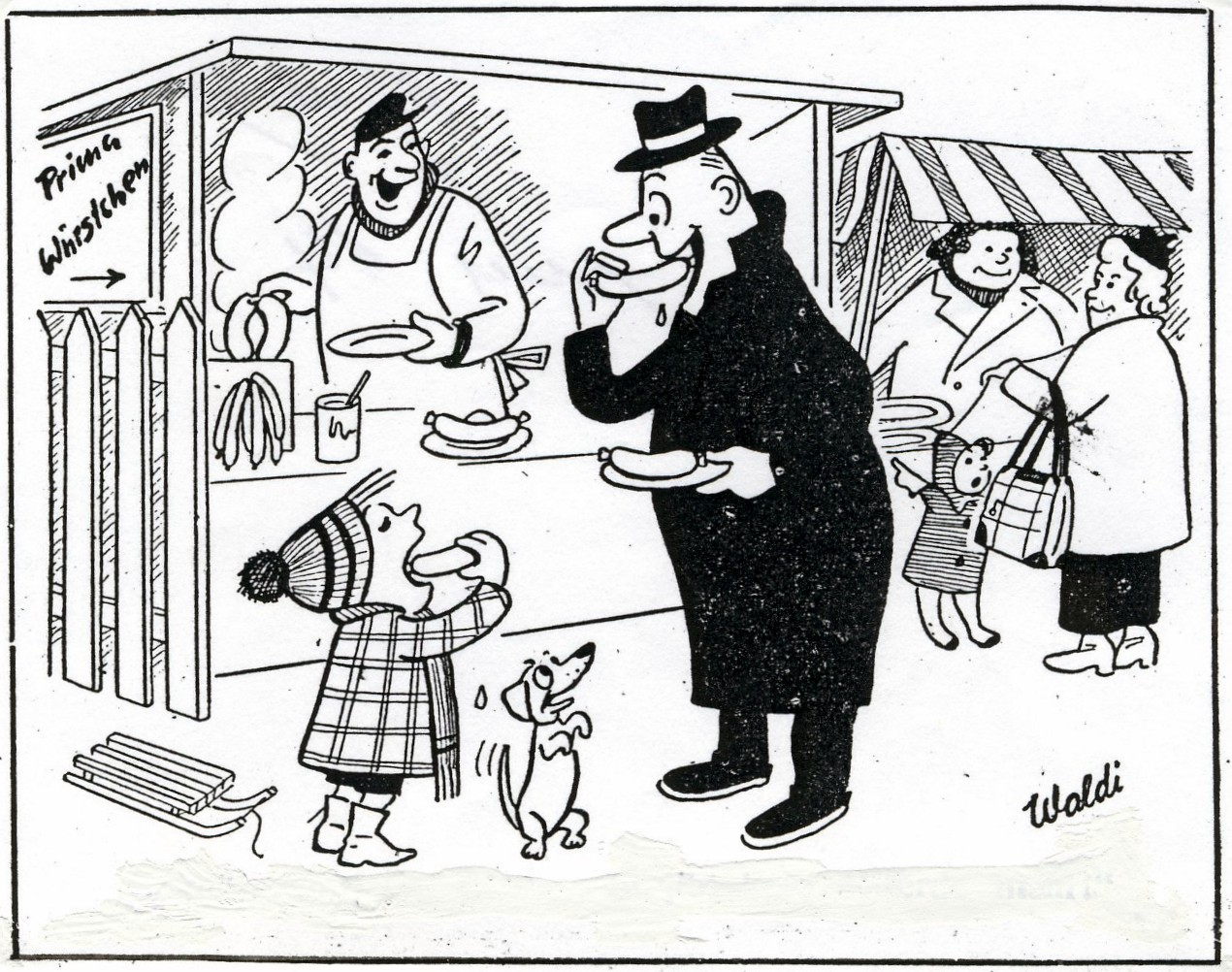
:"Beiß´ ruhig rin Papa - et jibt keene Pferde mehr!", 1955
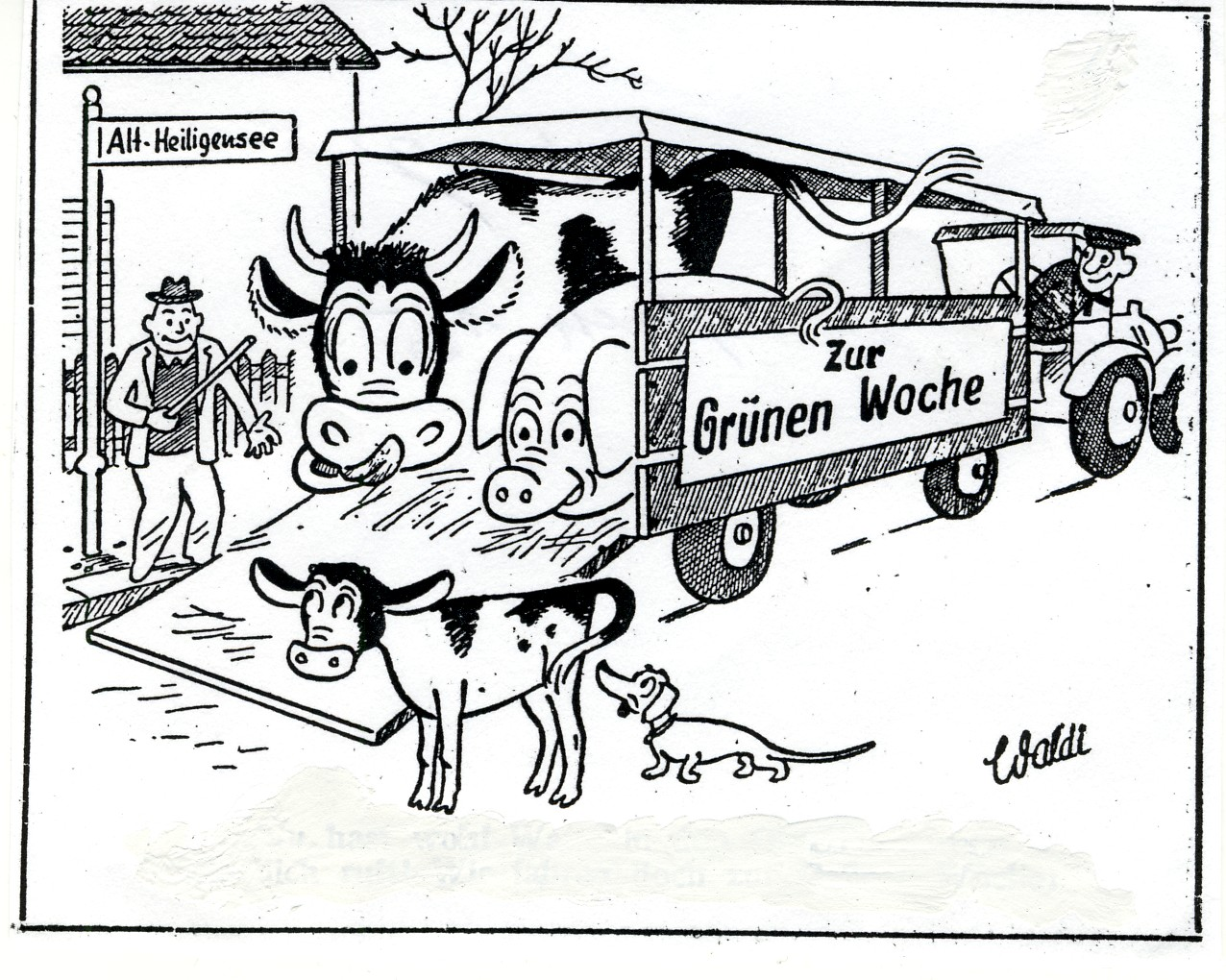
Zur Grünen Woche 1955

### Signaturen
Fürstenau signierte seine Zeichnungen meistens mit Fu (erster und letzter Buchstabe seines Nachnamens), auch mit Fürst  oder mit vollem Namen. In der lokalen Presse unterschrieb er für gewöhnlich mit Waldi. Seine "Markenzeichen" war ein kleiner Dackel, den er in seinen Zeichnungen unterbrachte.

### Buchillustrationen
- Jörn Zessler: Reinickendorfer Geschichte(n). Ein vergnüglicher Bummel durch die Historie des Nordbezirks. Möllerdruck, Berlin, 1999.
- Zeesener Buch. 1939
- Andreas Staimer: Das Antlitz der Heimat. 1940,
- Besinnliche Heiterkeit. Ausgewählt und bearbeitet von Erwin Müller-Fischer
- Lore und Kurt Weissenfeld: Abends Gäste – Frohe Feste. 1953
- Fritz Heiter: Die Witzkiste. 1954
- Ernst Scherzer: Der lachende Koffer 1956,
- Kurt Weissenfeld: Gut aussehen und jung bleiben. 1957.